# Miss Italia nel mondo 2003
La tredicesima edizione di Miss Italia nel mondo si è svolta presso le Terme Berzieri di Salsomaggiore Terme il 7 settembre 2003 ed è stata condotta da Amadeus. Vincitrice del concorso è risultata essere la olandese Stefanie Francesca Vatta.

## Piazzamenti
| Risultato finale           | Concorrente                              |
| -------------------------- | ---------------------------------------- |
| Miss Italia nel mondo 2003 | - Paesi Bassi - Stefanie Francesca Vatta |
| 2ª classificata            | - Venezuela - Vanessa Fanesi Autieri     |

## Concorrenti[2]
01 Lussemburgo - Brigitte Becker
02 Austria - Martina Skorjanc Scaramelli
03 Romania - Romina Cerbu
04 Spagna - Sylvia Scarano
05 Algeria - Akila Collorafi
06 Belgio - Bruxelles - Rossella Pignato
07 Venezuela - Maracaibo - Luisanna Del Savio
08 Taiwan - Daniela Tizi Huang
09 Svizzera - Vanessa Tocco
10 Giappone - Emi Kageshima
11 Polonia - Magda Amati
12 Liechtenstein - Patrizia Notaro
13 Belgio - Rachel Fonti
14 Colombia - Sara Parodi
15 Iraq - Joanna Senise Shaker
16 Stati Uniti d'America - Pennsylvania - Gina Domenica Cerilli
17 Gran Bretagna - Nichole De Carle
18 Sudafrica - Maria Luisa Di Benedetto
19 Malta - Sara Spiteri
20 Francia - Jessica Laberterie
21 Australia - Melbourne - Carla Fagnani
22 Uruguay - Punta del Este - Daniela Abasolo
23 Norvegia - Mariangela Cacace
24 Svezia - Errica Lazzari
25 Venezuela - Vanessa Fanesi Auteri
26 Ecuador - Katelin Liliana Tartaglia
27 Stati Uniti d'America - New York - Kristen Kaible
28 Paraguay - Paola Johanna Oddone
29 Argentina - Buenos Aires - Laura Roldan Fantini
30 Germania - Patrizia Belfi
31 Brasile - Juliana Pedron Rodriguez
32 Canada - Ylenia Aurucci
33 Australia - Bianca Princic
34 Argentina - Erica Moretti
35 Croazia - Dalmazia - Marta Malesevic
36 Croazia - Samantha Zufic
37 Uruguay - Ana Navarro
38 Brasile - San Paolo - Bruna Serina De Almeida
39 Paesi Bassi - Stefanie Francesca Vatta
40 Stati Uniti d'America - Florida - Giulietta Militello